# Медаль «30 лет Халхин-Гольской Победы»
«30 лет Халхин-Гольской Победы» (монг. Халхын голын ялалтын 30 жилийн ойн медаль) — медаль Монгольской Народной Республики учреждена Указом Президиума Великого Народного Хурала МНР от 9 июня 1969 года в ознаменование 30-летия разгрома монгольскими и советскими войсками японских милитаристов, вторгшихся в пределы Монгольской Народной Республики в районе реки Халхин-Гол.

## Статус
Медаль «XXX лет Халхингольской победы» вручалась лицам, непосредственно участвовавшим в боевых действиях на р. Халхин-Гол, а также тем, кто своим самоотверженным трудом оказывал конкретную действенную помощь в деле разгрома японских захватчиков.

## Описание знака
Л. C. В центре круглой медали поясные изображения стоящих плечом к плечу монгольского цирика (солдата-кавалериста) с саблей наголо в правой руке и красноармейца с трехлинейной винтовкой на ремне за спиной. На винтовке примкнут штык.
Монгольский цирик и красноармеец немного повернуты влево, смотрят на восток.
На фуражке монгольского цирика и на каске красноармейца пятиконечные звезды покрыты красной эмалью.
Над головами цирика и красноармейца расположена полукруглая вдавленная надпись, покрытая красной эмалью: ХАЛХЫН ГОЛ (ХАЛХИН-ГОЛ).
Под изображением цирика и красноармейца лента с вдавленными датами: 1939—1969.
Цифры даты и разделительная черточка тоже покрыты красной эмалью. Концы ленты украшены листьями лавра, покрытыми зелёной эмалью.
О. с. медали гладкая, плоская.
Медаль с помощью ушка и кольца соединяется с пятиугольной колодкой, покрытой в центре синей, а по краям красной эмалью.
Ширина синей полосы — 22 мм, а красных — 5,5 мм. На центральной синей полосе изображены римские цифры: XXX.
Оборотная сторона колодки гладкая, имеет булавку для прикрепления медали к одежде.
Медаль и колодка изготовлены из бронзы, позолочены. Диаметр медали 36 мм.
Высота медали с колодкой 66 мм. Размер колодки 21×32 мм. Вес медали с колодкой и булавкой 26,9 г.

## Лента медали
(Размеры полос даны в мм. Сокращения: Б — белый, К — красный, Г — голубой.)
Ширина полос на ленте
5-1-12-1-5
Цвета полос слева направо
К-Б-Г-Б-К